# RealJukebox
RealJukebox era um software lançado em maio de 1999 pela RealNetworks que permitia aos usuários organizar sua música digital. Até finais de 2001 as funcionalidades do programa haviam sido integradas no núcleo do RealPlayer.
Ele permitia que seus usuários gravassem CDs, fizessem download de músicas e organizassem sua coleção musical no computador. É compatível com dispositivos portáteis de reprodução de música digital como Diamond Rio 500 & PMP 300, RCA Lyra e NOMAD da Creative Labs.
Você pode gravar canções selecionadas ou CDs inteiros no formato RealNetworks ou MP3 padrão.

## Versões
O RealJukebox vem com duas versões, Plus e Basic. A versão Basic é gratuita, mas tem algumas limitações, tinha a capacidade de extrair música, mas sua capacidade era limitada a 96kbit/s para músicas em MP3. Também desativava várias funcionalidades tais como o advanced autoplaylists, crossfading, conversão de formato, equalizador e tinha uma limitação na quantidade de discos que podem ser gravados através da aplicação, só apenas 78.
O programa exibe publicidades e tem a capacidade de remove-las, se uma pessoa paga uma taxa de registo para remover a publicidade e as limitações de outros programas.

## Recursos
- Reprodução e gravação de CDs;
- Visualização;
- Adiciona faixas à biblioteca musical do usuário;
- Criar listas de reprodução personalizadas de suas músicas gravadas;
- Recebe e armazena automaticamente as informações de CD para cada CD;
- Reprodução de CD durante a gravação;
- Criação de música contínua mistura e crossfade (apenas em versões Plus).
- Suporte para temas e skins;
- Organizador;
- Gestão, na organização da biblioteca pessoal de músicas;
- Personalizar a exibição de informações sobre a música (apenas em versões Plus);
- Rápido de baixar e instalar plugins e atualizações;
- Suporte à listas de reprodução

## Requisitos
- Windows 95 (Service pack 1)/98/NT 4.0 (Service Pack 3);
- Intel Pentium 200 MHz MMX, Cyrix 6x86MX PR233, ou AMD K5 PR-200;
- 32 MB de RAM;
- 15 MB para o software, 200 MB de espaço para a música livre no disco rígido;
- Placa de som Full Duplex e alto-falantes;
- Placa de vídeo de cor de 16-bit;
- Ligação à Internet e navegador da web (IE3 ou posterior);
- CD-ROM;
- RealPlayer G2[1].